# هيبوليت انجلوا
هيبوليت انجلوا هو عسكري وضابط وسياسي فرنسي، ولد في 3 أغسطس 1839 في بيزنسون في فرنسا، وتوفي في 12 فبراير 1912 في باريس في فرنسا. انتخب seat 32 of the Académie française ‏ وانتخب عضو مجلس الشيوخ في الجمهورية الفرنسية الثالثة ‏.